# Csíksomlyói kegyszobor
| „                              | „Ott áll magas trónusán a kegytemplom főoltára mögött, ezrek előtt közismerten. Egyes-egyedül az összes ősrégi helybeli ferences emlékek és valaha létezett templomi berendezések közül. Viharverten, győztesen, valóban csodálatosan fennmaradva.” | ” |
| – P. Benedek Fidél: Csíksomlyó | |   |

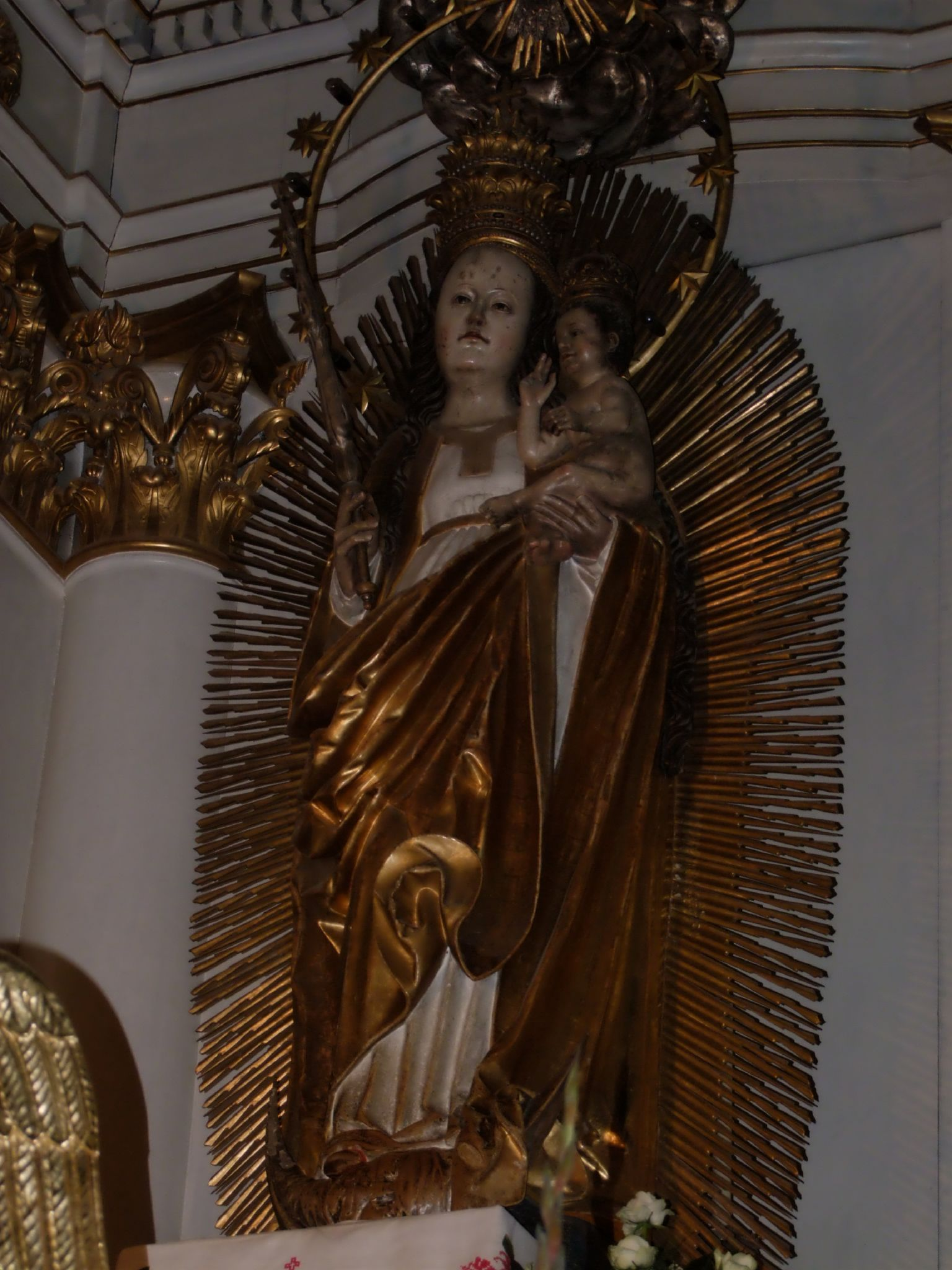
A Mária-szobor

A csíksomlyói kegytemplom legértékesebb tárgya a főoltár mögött őrzött Mária-szobor. A 16. század elején, (1510-1515) között hársfából készült. Magassága 2,27 méter, alkotója ismeretlen. A Napba öltözött asszonyt ábrázolja, akinek lába alatt a Hold, feje körül tizenkét csillagból álló koszorú látható. Királynőként a fején korona, jobb kezében jogar, bal karján a szintén koronás kis Jézus.
A templomot a Mária-szobor tette híressé; neki köszönhető a hitélet itteni felvirágzása. A századok során a kegyszoborral sok csoda történt, a Szűzanya körül szövődő legendák által került az érdeklődés középpontjába a kegyhely.
A festett faszobrot a középkori székelyföldi szobrászművészet remekeként tartják számon a művészettörténetben.

## Története
A kegyszobor készítését a szakértők az 1510-1515 közötti évekre teszik, alkotója ismeretlen. 1661-ben a ferencrendi krónikások feljegyzéseiben említést tettek róla. A szobor eredetileg a négy mellékoltár egyikén állott, 1664-ben Damokos Kázmér házfőnök helyeztette a főoltárra.
A tatár dúlást követően arról is megemlékeztek, hogy a tatár vezér a Madonna-szobrot lándzsájával szerette volna ledönteni, de karja megbénult. A szobor megmaradása is csodálatosnak tűnik, a Szűzanya szobra mindannyiszor túlélte a templom, a klastrom pusztulását, mindig sértetlenül került ki a lángokból, ugyanakkor a köréje menekülőknek is bátorságot kölcsönzött.
A 18. század végén, 1798-ban Batthyány Ignác erdélyi püspök csodatevőnek ismerte el és a „Csodálatos az eretnekek ellenében megsegítő Anya" címet adta.
Az évszázadok során a szobor arca semmit sem veszített szépségéből. Az arcon ma is láthatók a sérülések, karcolások, melyek nagyobbrészt a 17. századi török-tatár betöréskor keletkeztek. A hagyomány úgy tartja, hogy Papp Miklós oltárépítő, szobrász 1848-ban a Mária jobb arcán lévő karcolást megpróbálta befesteni, de nem sikerült. A nép körében ez a ma is élő hagyomány állítja, hogy a szobor arcán lévő sebhelyeket évszázadok óta sikertelenül próbálják eltörölni.
A 20. század elején kezdődő hadi események a klastrom békés csendjét is megzavarták, így az első világháború idején, az 1916-ban a lakossággal menekülő ferencesek a legnagyobb kincsüket, a Mária-szobrot is menekítették. Előbb Székelyudvarhelyre vitték, majd szeptember 16-án tovább kellett vonulniuk, és október 4-én a kegyszobrot Kolozsváron a főoltáron helyezték el. A háború befejezése után, 1919. július 2-án visszakerült évszázados helyére, a Csíksomlyói Kegytemplomba.

## Leírása
P. Boros Fortunát a Csíksomlyó, a kegyhely című könyvében a szoborról az alábbiakat írta:
„A hársfából faragott, ember feletti magasságú (2,27 méter magas) szobor a boldogságos Szüzet ábrázolja karján a kis Jézussal. Lába alatt a föld, azon a hold sarlója, amelynek középső része emberfőt ábrázol. Máriát hosszú, testhezálló ruha takarja, melyet derékon öv szorít a testhez, amely fölé bő redőkben szedett palást borul. Jobbján királypálcát, baljában pedig a kis Jézust tartja. Arca mosolygós, kibontott hajfürtjei a vállára omolnak és azokat befödik. A fején nehéz korona van. Ugyancsak korona van a kis Jézus fején is, aki jobb kezét áldólag emeli fel, s baljában rózsát látunk..."
A templom főbejáratával szemben, az oltár mögött látható a 227 cm magas, hársfából készült reneszánsz stílusú kegyszobor.
A szentély két oldaláról lépcsőn lehet fölmenni a szobor közvetlen közelébe. A zarándokok feljáróján több ezren jutnak föl minden búcsú alkalmával, hogy közvetlen közelről lássák, érintsék a „csudákkal jeleskedő segítő Máriát"
A szobron az évszázadok viszontagságainak nyomai láthatók. A ferences hagyomány szerint a 17-18. században a törökök és a tatárok több alkalommal is betörtek „Csikországba", a kolostort és templomot háromszor dúlták fel.
Csíksomlyó ugyanakkor a magyar és német portyázó katonák állandó tanyája volt, akik gyakran kifosztották a templomot és a kolostort.
A csodálatos szobor a Napba öltözött asszonyt ábrázolja. Testhez simuló, bőven fodrozott ruha fedi, vállán bő palást látható. Kibontott hajfürtjei vállára omlanak. Balra hajló fejét hármas korona ékesíti. Jobb kezében királyi jogar, bal karján az ülő kis Jézust tartja, koronával a fején. A kis Jézus jobbját áldásra emeli, baljában rózsát tart.
Mária lábai alatt a fél földgömb, azon sarlós hold, melynek közepében fekvő emberfej, a tagadásnak képviselője. A Szűzanya fejét és koronáját 12 csillagból álló koszorú övezi.
A kegyszobrot tetőtől talpig aranyos sugárkéve ragyogja körül. Az obszerváns ferences kegyeletet és gyakorlatot őrzi a „Napba öltözött Asszony." Mária alsó köntöse fehér, felső palástja dúsan aranyozott.
Csíksomlyón régi szokás, hogy a zarándokok Isten anyjához könyörögve megsimogatják a szobor lábát, ruhájukat, kegytárgyaikat hozzáérintik.

## Csodák
A századok folyamán a kegyszoborral számtalan csoda történt, sok ima meghallgatásra talált. Több alkalommal is olyan fényben ragyogott a szobor, hogy világossága betöltötte a templomot. Nagy katasztrófák előtt szomorúnak látták a hívők az arcát.
Az 1661-es török-tatár betöréskor, amikor a templomot felgyújtották a támadók, a Kegyszobor sértetlen maradt. A hagyomány szerint az egyik tatár vezér el akarta szállítani a szobrot, de az olyan súlyossá vált, hogy nyolc pár ökörrel sem tudta elhúzatni a szekeret. A tatár vezér miután kardjával hozzávágott a szoborhoz, karja bénán lehanyatlott. A Szűzanya arcán ma is láthatóak a sérülések nyomai, melyeket egyáltalán nem tudtak eltüntetni.

## Fogadalmi tárgyak
A katolikus hívőknek a kegyszobor előtt elmondott imája, a Boldogságos Szűz Mária közbenjárására, sokszor meghallgatásra talált. A hála, kegyelet és csodás gyógyulások zálogaiként sok értékes fogadalmi tárggyal ajándékozták meg a kegyszobrot, mindazok akik csak tapasztalták a Szűzanya segítségét. A fogadalmi tárgyak a 17-18-19. századokban készültek. Az ezüst emléktárgyak olyan alakúak lettek, amit ki akart vele az ajándékozó fejezni, szem, láb, kar, térdeplő formában. Ezeknek értékesebbjei a tatárdúláskor elvesztek, de azóta ismét nagyra növekedett a számuk.
Az 1940-es évektől napjainkig, márványból készültek a hála és kegyelet jelét megörökítő táblák, melyek arról tanúskodnak, hogy a Szűzanya most is meghallgatja tisztelőinek imáját.

## Legendák
Számos legenda örökítette meg a csíksomlyói kegyszobor csodáit. A Szűzanya oltalmába vetett hit nagyon hamar elterjedt a katolikusok körében, amelynek következtében Csíksomlyó a székelység legjelentősebb búcsújáró helyévé vált.
A hit szerint a „Napbaöltözött Asszony" arcának színeváltozása, a feltűnő szomorú arckifejezése a hívek számára jelezte valamilyen ellenség, vagy veszély közeledtét és többször könnyezett is.
A hagyomány szerint a csíksomlyói kegyszobor figyelmeztetésének és közbenjárásának tulajdonítják a székelyek azt, hogy 1567-ben a Tolvajos-tetőn le tudták győzni János Zsigmond seregét, amely hitük erőszakos megváltoztatására akarta kényszeríteni őket. A győzelem után szent hellyé vált a csíksomlyói kegytemplom, az ott megtartott pünkösdi búcsúk pedig a keresztény magyarság hitéletének hatalmas népünnepélyévé nőtte ki magát.

## Külső hivatkozások
- Csíksomlyói Kegytemplom és Kolostor
- Csíksomlyó, a kegyhely
- Magyar Elektronikus Könyvtár